# 61 Cygni
61 Cygni é uma estrela binária e uma das mais próximas do Sol, estando a aproximadamente 11,3 anos-luz, na constelação de Cygnus. Consiste em duas estrelas anãs laranjas, que se orbitam em um período de 659 anos e ficam a 84 UA uma da outra.
Pequenas variações sistemáticas nas órbitas das duas estrelas podem indicar que há um terceiro corpo celeste no sistema, ainda não visto e chamado de 61 Cygni C. Ele tem uma massa 8 vezes maior que Júpiter, e calcula-se um diâmetro de um décimo do Sol.